# Larry O'Connor (hockey sur glace)
Pour les articles homonymes, voir Larry O'Connor.
Larry O’Connor (né le 1er avril 1950 à Montréal dans la province de Québec au Canada) est un joueur de hockey sur glace. Il a évolué au poste de défenseur.

## Carrière
Il participe à la première saison de la Ligue de hockey junior majeur du Québec (LHJMQ), au sein de l’effectif des Saints de Laval et est nommé sur la première équipe d’étoiles de la ligue.
L’année suivante, il signe son premier contrat professionnel avec les Devils de Jersey en Eastern Hockey League (EHL), un peu avant les séries éliminatoires, il est échangé aux Knights d'Omaha, équipe évoluant dans la  Ligue centrale de hockey (LCH).
Il commence la saison 1971-1972 avec ces derniers, mais est à nouveau échangé aux Oak Leafs de Des Moines et découvre un nouveau championnat, la Ligue internationale de hockey (LIH).
Pour la saison 1972-1973, il signe un contrat avec les Reds de Providence, équipe de la Ligue américaine de hockey (LAH). Il dispute la saison avec ces derniers, mais aussi avec leur club-école, les Spurs de Denver évoluant en  Western Hockey League (WHL).
En 1973-1974, il effectue un retour en LCH, au sein des Six-Guns d'Albuquerque, il finit la saison avec 167 minutes de pénalités, le 8e plus haut total de la ligue et est nommé sur la seconde équipe d’étoiles.
Lors de la saison 1974-1975, il retourne avec les Reds de Providence, mais dispute aussi quelques rencontres avec leur club-école, les Flags de Port Huron dans la LIH. Il met un terme à sa carrière à la fin de la saison.

## Statistiques
| Saison    | Équipe                  | Ligue |    | Saison régulière | Saison régulière | Saison régulière | Saison régulière | Saison régulière |   | Séries éliminatoires | Séries éliminatoires | Séries éliminatoires | Séries éliminatoires | Séries éliminatoires |
| Saison    | Équipe                  | Ligue | PJ | B                | A                | Pts              | Pun              | PJ               | B | A                    | Pts                  | Pun                  |                      |                      |
| 1969-1970 | Saints de Laval         | LHJMQ | 53 | 4                | 19               | 23               | 108              |                  |   |                      |                      |                      |                      |                      |
| 1970-1971 | Devils de Jersey        | EHL   | 71 | 6                | 12               | 18               | 112              |                  |   |                      |                      |                      |                      |                      |
| 1970-1971 | Knights d'Omaha         | LCH   | 5  | 0                | 2                | 2                | 2                | 2                | 0 | 1                    | 1                    | 2                    |                      |                      |
| 1971-1972 | Knights d'Omaha         | LCH   | 48 | 0                | 10               | 10               | 53               |                  |   |                      |                      |                      |                      |                      |
| 1971-1972 | Oak Leafs de Des Moines | LIH   | 9  | 0                | 2                | 2                | 2                |                  |   |                      |                      |                      |                      |                      |
| 1972-1973 | Reds de Providence      | LAH   | 27 | 0                | 6                | 6                | 10               |                  |   |                      |                      |                      |                      |                      |
| 1972-1973 | Spurs de Denver         | WHL   | 40 | 0                | 12               | 12               | 106              | 5                | 0 | 0                    | 0                    | 22                   |                      |                      |
| 1973-1974 | Six-Guns d'Albuquerque  | LCH   | 72 | 5                | 16               | 21               | 167              |                  |   |                      |                      |                      |                      |                      |
| 1974-1975 | Flags de Port Huron     | LIH   | 19 | 0                | 7                | 7                | 25               |                  |   |                      |                      |                      |                      |                      |
| 1974-1975 | Reds de Providence      | LAH   | 53 | 2                | 10               | 12               | 54               | 6                | 1 | 0                    | 1                    | 9                    |                      |                      |